# Land van Lubbers
Land van Lubbers is een televisieserie waarin aan de hand van waargebeurde kwesties de politieke loopbaan van minister-president Ruud Lubbers is gereconstrueerd. Peter de Baan regisseerde de serie, Ger Beukenkamp schreef het scenario.

## Afleveringen
| Afl. | Titel                | Regisseur     | Schrijver      | Datum            | Duur  |
| --- | -------------------- | ------------- | -------------- | ---------------- | ----- |
| 1 | Autoloze Zondagen    | Peter de Baan | Ger Beukenkamp | 17 februari 2016 | 47.19 |
| Oud-premier Ruud Lubbers werkt mee aan een programma voor studenten (een soort College Tour) waarbij de studenten hem het hemd van het lijf mogen vragen. Samen met presentatrice Liza Sanders en de studenten gaat Lubbers terug naar 1973. Lubbers werd toen de jongste minister tot dan toe in het Kabinet-Den Uyl. Echter dient al snel het eerste probleem zich aan: de Jom Kipoer-oorlog. Israël is in oorlog met een aantal landen in Noord-Afrika. Joop den Uyl zegt dat er geen steun zal worden toegezegd aan Israël en zich neutraal zal opstellen. Echter blijkt minister van Defensie Henk Vredeling er anders over te denken en heeft buiten Den Uyl om de Israëlische ambassadeur toegezegd dat hij militaire steun zal verlenen, vanaf vliegbasis Woensdrecht. Hierdoor komt Nederland in grote problemen, met de olieboycot tot gevolg. Lubbers is als minister van Economische Zaken de aangewezen persoon om aan nieuwe olievoorraden te komen; hij is tenslotte: "minister-inkoper van dit kabinet", aldus Den Uyl. Maar waar haalt hij de olie vandaan? |                      |               |                |                  |       |
| 2 | Crisis in de Polder  | Peter de Baan | Ger Beukenkamp | 24 februari 2016 | 47.41 |
| Lubbers gaat met de studenten terug naar 1982: Dries van Agt is doodvermoeid en wil stoppen als minister-president. Lubbers volgt hem op als partijleider van het CDA en als minister-president. Hij krijgt direct te maken met zware problemen: Nederland zit economisch diep in het slop en het is aan Lubbers om Nederland eruit te krijgen. Wanneer zijn dochter thuiskomt en hem vertelt over haar schooldag, bedenkt hij zich hoe, resulterend in het Akkoord van Wassenaar... |                      |               |                |                  |       |
| 3 | Kruisraketten Nooit! | Peter de Baan | Ger Beukenkamp | 2 maart 2016     | 48.26 |
| Lubbers gaat met studenten terug naar begin en midden jaren '80: de Verenigde Staten voert druk uit op Nederland tot het plaatsen van kruisraketten, dat het diepste geheim zal moeten plaatsvinden. Het lekt echter uit en Lubbers krijgt binnen zijn eigen gezin, kabinet en land te maken met grote tegenstrijdigheden in opvattingen over de plaatsing van kruisraketten. Zelfs koningin Beatrix zet hem onder druk: ze eist dat Lubbers niet overgaat tot plaatsing van de kruisraketten. Ze zal anders in haar kersttoespraak zeggen dat ze tegen het besluit van het kabinet is. Lubbers staat voor een zware beslissing, want de plaatsing gaat ook in tegen zijn katholieke waarden en normen... Ondertussen worden oude spoken uit het verleden bovengehaald: zijn amicale omgang met vrouwen... |                      |               |                |                  |       |
| 4 | Lang Leve de Euro!   | Peter de Baan | Ger Beukenkamp | 9 maart 2016     | 48.56 |
| Lubbers neemt de studenten mee naar 1991-1994: Helmut Kohl vraagt Lubbers om steun voor de Duitse hereniging, waartegen Lubbers zich kritisch opstelt, maar uiteindelijk toestemt Kohl hierin te steunen. Hij heeft de steun van Kohl nodig voor zijn wens om voorzitter van de Europese Commissie te worden. Ondertussen grijpt Lubbers het halfjaarlijkse voorzitterschap van de EU aan om de politieke unie en monetaire unie binnen Europa erdoor te krijgen. Hij voelt langzaam aan dat zijn einde als leider van Nederland en het CDA naderen; wie wordt zijn opvolger? Hij benoemt Elco Brinkman als de man die na hem het CDA gaat leiden, maar vindt hij zelf wel dat Brinkman daarvoor capabel genoeg is? En hoe zit het met zijn ontslag als commissaris bij de Verenigde Naties? |                      |               |                |                  |       |

## Rolverdeling
| Personage                  | Acteur                 | Functie                                             | Wanneer                   |
| -------------------------- | ---------------------- | --------------------------------------------------- | ------------------------- |
| Ruud Lubbers               | Huub Stapel            | Gepensioneerde Politicus en Zakenman                | Heden                     |
| Ruud Lubbers               | Guy Clemens            | Minister van Economische Zaken & Minister-President | 1973-1994                 |
| Ria Lubbers                | Kristen Denkers        | Vrouw Lubbers                                       | 1973-1994                 |
| Ria Lubbers                | Karin Meerman          | Vrouw Lubbers                                       | Heden                     |
| Beatrix der Nederlanden    | Sophie van Winden      | Koningin                                            | 1982-1994                 |
| Liza Sanders               | Hannah van Lunteren    | Presentatrice                                       | Heden                     |
| Erica Volmer               | Britte Lagcher         | Studente                                            | Heden                     |
| Ghaaliya                   | Soumaya Ahouaoui       | Studente                                            | Heden                     |
| Carien                     | Roos Netjes            | Studente                                            | Heden                     |
| Barry                      | Achraf Koutet          | Student                                             | Heden                     |
| Anja                       | Anna Keuning           | Studente                                            | Heden                     |
| Fabian                     | Sebastiaan Frowijn     | Student                                             | Heden                     |
| Harald                     | Niels Quist            | Student                                             | Heden                     |
| Bart Lubbers               | Ali Ben Horsting       | Zoon Lubbers                                        | Heden                     |
| Bart Lubbers               | Jason Dann van Rooijen | Zoon Lubbers                                        | 1982-1994                 |
| Paul Lubbers               | Nils Verkooijen        | Zoon Lubbers                                        | 1982-1993                 |
| Heleen Lubbers             | Luna Micheli           | Dochter Lubbers                                     | 1973                      |
| Heleen Lubbers             | Mirre Licht            | Dochter Lubbers                                     | 1982-1987                 |
| Heleen Lubbers             | Anne Rats              | Dochter Lubbers                                     | 1992-1994                 |
| Joop den Uyl               | Joop Keesmaat          | Minister-President                                  | 1973                      |
| Dries van Agt              | Ferdi Jansen           | Vicepremier Minister-President                      | 1973 1982                 |
| Wim Kok                    | Martijn Nieuwerf       | Vakbondsleider Vicepremier, Minister van Financiën  | 1982 1992                 |
| Helmut Kohl                | Bernhard Schütz        | Bondskanselier Duitsland                            | 1991-1992                 |
| François Mitterrand        | Daniel Rovai           | President Frankrijk                                 | 1991/1992                 |
| Margaret Thatcher          | Maggie Devlin          | Premier van Engeland                                | 1982-1987 (Ergens tussen) |
| Elco Brinkman              | Stijn Westenend        | Minister van Cultuur Lijsttrekker CDA               | 1982-1989 1994            |
| Hans van den Broek         | Harpert Michielsen     | Minister van Buitenlandse Zaken                     | 1982-1992                 |
| Onno Ruding                | Aus Greidanus jr       | Minister van Financiën                              | 1982                      |
| Ed Nijpels                 | Martijn Hillenius      | Politiek Leider VVD                                 | 1982-1986                 |
| Kardinaal Willebrands      | Hubert Fermin          | Aartsbisschop                                       | 1982-1987 (Ergens tussen) |
| Henk Vredeling             | Mike Reus              | Minister van Defensie                               | 1973                      |
| Max van der Stoel          | Arjan Kindermans       | Minister van Buitenlandse Zaken                     | 1973                      |
| Neelie Kroes               | Marguerite de Brauw    | Minister van Verkeer en Rijkswaterstaat             | 1982                      |
| Hannan Bar-On              | Nader Farman           | Ambassadeur van Israël                              | 1973                      |
| Charles                    | Rob Das                | Studiebegeleider? (Onduidelijke Functie)            | Heden                     |
| Janneke Brinkman-Salentijn | Sarah Jonker           | Vrouw Elco                                          | 1994                      |
| Chris van Veen             | Maarten Wansink        | Werkgeversvoorzitter                                | 1982                      |
| Kleindochter Lubbers       | Elke de Boer           |                                                     | Heden                     |
| Kleinzoon Lubbers          | Mika de Cloe           |                                                     | Heden                     |
| Moniek                     | Lobke de Boer          | Vriendin Heleen                                     | 1982-1987 (Ergens tussen) |
| Moeder Volmer              | Hymke de Vries         | Voormalig CDA Burgemeester, Moeder Erica            | Heden                     |
| Demonstrant                | Tom Afman              |                                                     | 1982-1987 (Ergens tussen) |
| Taxichauffeur              | Peter Drost            |                                                     | Heden                     |
| Vrouw op Hockeyclub        | Jet Pagnier            |                                                     | 1982                      |
| Man op Hockeyclub          | Peter van de Witte     |                                                     | 1982                      |
| Man op Hockeyclub          | Benjamin de Wit        |                                                     | 1982                      |
| Fotograaf                  | Valentijn ter Hall     |                                                     | 1982                      |
| Koffiejuf                  | Carmen van Weersel     |                                                     | 1982                      |
| Secretaresse Lubbers       | Kirsten Berkx          |                                                     | 1973                      |